# Сельское поселение Верхне-Чегемское
Се́льское поселе́ние Ве́рхне-Чеге́мское — муниципальное образование в составе Чегемского района Кабардино-Балкарской Республики.
Административный центр — село Булунгу.

## Географическое положение
Муниципальное образование находится в южной части Чегемского района, в верховьях Чегемского ущелья. В состав поселения входят два населённых пункта.
Площадь сельского поселения составляет — 52 км2.
Граничит с землями муниципальных образований: Хушто-Сырт на севере и Безенги на востоке.
Сельское поселение расположено в высокогорной зоне республики. Средние высоты составляют — 1727 метров над уровнем моря. Рельеф представляет собой сильной пересеченную территорию с многочисленными горными пиками и обнаженными скалами возвышающимися над землями сельского поселения со всех сторон. Наивысшей точкой муниципального образования является гора Кум-Тюбе (3775 метров), находящееся к западу от сельского поселения. Также к наиболее высоким горным вершинам сельского поселения относятся горы: Кору, Чегетбаши, Джулу, Пирамида, Зинки, Машло и т. д.
Климат горный. Лето теплое со средними температурами +20°С. Зима длинная и холодная со средними температурами −15…-20°С. Снежный покров лежит в период с октября по май. Среднегодовое количество осадков составляет около 700 мм. Основная часть выпадает летом.
Растительный мир в основном представлена альпийской и субальпийской растительностью. Лес смешанный и состоит в основном из сосен и буков. На территории сельского поселения водятся медведи, волки, дикие кошки, лисы, туры, олени и т. д.

## История
До 1935 года сёла входили в состав Балкарского округа КБАССР. Затем в результате его разукрупнения включён в состав новообразованного Чегемского района республики.
В 1944 году с депортацией балкарцев в Среднюю Азию, населённые пункты были ликвидированы, а их земли переданы Грузинской ССР.
В 1957 году с реабилитацией и возвращением балкарцев на свои прежние места проживания населённые пункты были восстановлены в прежних границах в составе КБАССР.
В 2005 году сёла Булунгу и Эльтюбю, были объединены в одно муниципальное образование — сельское поселение Верхне-Чегемское, с административным центром в селе Булунгу.

## Население
| 2002  | 2010  | 2012  | 2013  | 2014  | 2015  | 2016  |
| ----- | ----- | ----- | ----- | ----- | ----- | ----- |
| 1161  | ↗1171 | ↘1166 | ↘1157 | ↘1134 | ↘1131 | ↗1132 |
| 2017  | 2018  | 2019  | 2020  | 2021  | 2023  | 2024  |
| ↗1135 | ↘1123 | ↘1121 | ↗1127 | ↘1019 | ↘1016 | ↗1025 |
| 2025  |       |       |       |       |       |       |
| ↗1030 |       |       |       |       |       |       |

Процент от населения района — 1.31 %
Плотность — 19.81 чел./км2

### Национальный состав
По данным Всероссийской переписи населения 2010 года:
| Народ    | Численность, чел. | Доля от всего населения, % |
| -------- | ----------------- | -------------------------- |
| балкарцы | 1169              | 99,8 %                     |
| другие   | 2                 | 0,2 %                      |
| всего    | 1171              | 100 %                      |

По данным Всероссийской переписи населения 2021 года:
| Народ      | Численность, чел. | Доля от всего населения, % |
| ---------- | ----------------- | -------------------------- |
| балкарцы   | 945               | 92,74 %                    |
| кабардинцы | 30                | 2,94 %                     |
| русские    | 25                | 2,45 %                     |
| другие     | 19                | 1,87 %                     |
| всего      | 1 019             | 100,0 %                    |

## Состав сельского поселения
| № | Населённый пункт | Тип населённого пункта       | Население | Доля от населения (%) |
| - | ---------------- | ---------------------------- | --------- | --------------------- |
| 1 | Булунгу          | село, административный центр | ↘773      | 74,7 %                |
| 2 | Эльтюбю          | село                         | ↘246      | 25,3 %                |

## Местное самоуправление
Структуру органов местного самоуправления сельского поселения составляют:
- Глава сельского поселения — Мушкаев Мухтар Шамшутович.
- Администрация сельского поселения Верхне-Чегемское — состоит из 7 человек.
- Совет местного самоуправления сельского поселения Верхне-Чегемское — состоит из 11 депутатов.

## Достопримечательности
| Памятники археологии и архитектуры:         |          |                     |                                   |  |
| Название                                    | Название | Эпоха               | Расположение                      |  |
| Верхнечегемское городище Лыгыт              |          | XIV-XVIII века      | В 2 км к северо-западу от Булунгу |  |
| Булунгуевское городище                      |          | XIV-XVI века        | Булунгу                           |  |
| Верхне-Чегемский грот Кала-тюбю             |          | XIII век            | Эльтюбю                           |  |
| Верхне-Чегемский грунтовый могильник Байрым |          | XIV-XVIII века      | Булунгу                           |  |
| Родовая башня Балкаруковых                  |          | XVIII век           | Булунгу                           |  |
| Дом Эльбаевых                               |          | середина XVIII века | Булунгу                           |  |
| Наскальные надписи в местности Битикле      |          | XIV век             | Булунгу                           |  |

## Туризм
Местность летом часто посещается туристами. В основном ради экстремальных видов спорта (в частности, для полёта на парапланах над Чегемским ущельем).
К югу от сельского поселения расположены турбаза «Башиль» и заброшенная погранзастава.